# 同慶地輿志
《同慶地輿志》（越南语：／）是越南阮朝的一部官修地理志，與《皇越一統輿地志》和《大南一統志》並稱為阮朝三大官修地理志。

## 編纂經過
《同慶地輿志》是阮朝同慶年間編纂的一部地理志。當時阮朝剛剛經歷戰火，成為法國的殖民地，而尚未刊刻的《大南一統志》最新稿本卻在咸宜元年（1885年）的勤王運動中遺失，國史館只剩下嗣德十八年（1865年）的最初稿本，以及部分未及編纂的各省資料。於是，稍稍安定的阮朝朝廷開始重新編纂新的全國地理總志。因為每卷開頭都是“某某省蒞臣等欽遵批示編繪圖本進呈”，可以推知，該書和《大南一統志》材料來源方式相同，都是由各省省臣編纂本省資料，然後送往國史館匯總，由館臣再統一編纂成書。因為本書沒有旨諭、進書表、序言、引言、凡例等常見內容，可知本書沒有完成最後匯總編纂就停止了編纂工作。因為書中有大量內容沒有對建福帝和同慶帝的名字進行避諱，可知有部分省份的資料就是嗣德年間編纂《大南一統志》的稿本資料。但河內省卷、乂安省卷、海陽省卷的資料則出現了避諱育德帝和成泰帝名字的現象，應是成泰年間對這三省的資料進行了謄寫和補編。
《同慶地輿志》在編纂文本的同時，還繪製了非常詳細的314幅大尺寸分縣地圖，這絕不可能在同慶帝在位的短短三年時間裏完成，更說明了《同庆地輿志》的編纂使用了嗣德年間為編纂《大南一統志》而準備的豐富圖文資料。

## 內容
《同慶地輿志》共25卷，涵蓋了越南中圻和北圻承天府和24個省，每個省份一卷。
《同慶地輿志》與《大南一統志》相比，更加注重資料的現勢性。所以，《同慶地輿志》以當時的資料為主，沒有記述各地的史地沿革，而是以縣為單位，每個府縣都是一個獨立章節，深入介紹每一個府縣的地界、形勢、城池、兵民、稅收、祠廟、古跡、風俗、物產、氣候、山川、道路、崗壘、工藝等情況，並詳列各縣所轄總社名單。

## 流傳情況
《同慶地輿志》未及定稿呈覽就被藏於順化宮廷內閣之中。約20世紀初，遠東學院駐河內分院借到稿本進行抄錄，抄本藏於遠東學院漢喃書庫。保大八年（1933年），日本慶應大學松本信廣教授來越南旅行，在順化得知此書，在慶應大學歷史學雜誌上發表《安南書籍書目》一文，提及此書。後來日本東洋文庫負責人通過埃米尔·加斯帕尔多内（Émile Gaspardone）教授向遠東學院求助，幫東洋文庫抄寫一份《同慶地輿志》。至保大十三年（昭和十三年，1938年）左右，日本東洋文庫已經得到了從遠東學院抄來的較好抄本，只是地圖細節不太明顯。後來又前往河內拍攝了地圖的縮圖。1943年7月，《同慶御覽地輿志圖》在日本東京出版，該書包含了《同慶地輿志》的全部地圖，並對每幅地圖作了必要的文字說明。
2003年，越南社會人文科學國家中心與法國遠東學院合作將《同慶地輿志》翻譯為越南文，並整理點校了漢文原文，並簡略翻譯成了英文和法文，出版了越漢英法四文版的《同慶地輿志》。略有不足的是，編輯組稱時間不足，沒有整理出版廣南、廣義、平定、富安、慶和和平順六省，只出版了承天府及其以北19個省份的內容。

## 備註
1. ↑  吳德壽.《同慶地輿志—越南十九世紀末期一部地理學書籍》，《同慶地輿志》序，2003年。
2. ↑  《同慶地輿志》中文凡例，2003年。